# Вербівка (Черкаський район)
Вербі́вка — село в Україні,  у Черкаському районі Черкаської області, підпорядковане Кам'янській міській громаді. Розташоване за 13 км на південний захід від районного центру та за 15 км від залізничної станції Кам'янка. Населення 724 чоловік (на 2021 рік).

## Історія
На початку 18 століття, у долині річки Сухий Ташлик, там, де проходила дорога з Чигирина на Умань, з'явилося по долині річки декілька хуторів. З часом площа хуторів збільшилась — й утворилось село, назване Вербівка. В книзі Л. Похилевича «Сказання про населені місцевості Київської губернії» йдеться:
|  | Вербовка, село по обеим сторонам сухого Ташлика, в 4-х верстах ниже села Баландиной. Земли причислено к имению 2238 десятин. Простирающийся к востоку от села в 4-х верстах лес называется Тарапун. Есть заводы: винокуренный с 1823 г. и сахаро-песочный с 1847 года устроенные. В 1808 году было 945 жителей в 102 дворах Екатериной Давидовой село Вербовка отдано в числе других имений дочери ее Софии, по мужу генеральше Бороздиной, коей сын, гвардии поручик, продал это село полковнице Елене Стааль. Ныне владеют имением два сына Стааль, состоящие в военной службе. Церковь Богородицкая, деревянная, 5-го класса; земли имеет 36 десятин; построена 1857 года на место прежней с 1794 года стоявшей, которая также была не первая |

Маєток Давидових у Вербівці

Наприкінці XVIII на початку XIX століття село належало сім'ї Давидових. Потім маєток продано і тільки з початку 1870-х років знову опинився в сім'ї Давидових. Придбав його син декабриста В. Г. Давидова Лев Васильович Давидов. Після смерті Л. В. Давидова Вербівка перейшла до його сина, племінника П. І. Чайковського, предводителя дворянства Київської губернії Дмитра Львовича Давидова (1870—1929), який відразу після одруження з мисткинею Наталією Михайлівною Гудим-Левкович переїхав до Вербівки і був власником села до революції 1917 року. Саме у Вербівці в будинку своєї сестри П. І. Чайковський вперше продемонстрував своїм рідним оперу «Євгеній Онєгін», над якою працював і в Кам'янці], і у Вербівці. У серпні 1875 р. Петро Ілліч створює два акти балету «Лебедине озеро», закінчує Третю симфонію. У Вербівці він активно збирав і опрацьовував почуті ним українські народні пісні, які з задоволенням виконували мешканці Вербівки. Опрацьовані народні українські мелодії звучать у багатьох музичних творах П. І. Чайковського.
Станом на 1885 рік у колишньому власницькому селі Телепинської волості Чигиринського повіту Київської губернії мешкало 1359 осіб, налічувалось 176 дворових господарств, існували православна церква, школа, постоялий будинок, водяний і вітряний млини.
За переписом 1897 року кількість мешканців зросла до 1749 осіб (849 чоловічої статі та 900 — жіночої), з яких 1748 — православної віри.
Влітку 1905 року в селі сталося заворушення селян, які працювали на поміщицькому маєтку. Виступ був придушений.
В 1910 році дружина Дмитра Львовича Давидова, дочка меценатки і організаторки художнього промислу в Україні Юлії Миколаївни Гудим-Левкович, випускниця Київського художнього училища Наталія Михайлівна Давидовова (Гудим-Левкович) створила артіль «Вербівка» — кустарне товариство (артізанскій кооператив, артіль) декоративного-прикладного мистецтва.В 1915р. головною художницею та художнім керівником «Вербівки»  стала учениця Олександри Екстер та Казимира Малевича, дружина Вадима Меллера, художниця-авангардистка Ніна Генке-Меллер . В 1915 році Наталія Давидова провела в своїх майстернях модернізацію і створила при них ремісничі школи. В артілі творчо співпрацювали народні умільці (близько 30-ти вишивальниць) та професійні художники. В цьому ж році Н.Генке запросила відомих артистів членів угрупування Супремус до співпраці.. Одним із завдань артілі було показати близький зв'язок народного декоративного мистецтва з новими течіями в мистецтві того часу, зокрема, супрематизму, «батьком» якого вважається відомий український художник-авангардист Казимир Малевич.У листопаді 1915 року Давидова разом з Екстер і Генке влаштовують у Московській галереї Ламерсье Виставку сучасного декоративного мистецтва півдня Росії, де було представлено працю селянок, що вивчали декоративне мистецтво у школах Вербівки і Скопців, а також килими, шалики, пояски, виготовлені за ескізами Екстер, Малевича, Прибильскої, Генке, Акулова, Попової, Пуні. Розанової та інших. Виставка викликала широкий разголос у пресі. В 1917 році Н. Давидова і Н. Генке  влаштовують в Москві в салон Михайлової другу виставку декоративного мистецтва, яка також користувалась великим успіхом. Та вона була вже останньою..  В грудні 1917 року близько 400 робіт Вербівської артілі під приводом виставки були вивезені до Москви і не повернуті в Україну. Відтоді роботи українських майстрів за ескізами Екстер, Малевича, Давидової, Генке-Меллер та інших художників знаходяться в російських музеях, зокрема, у Третьяковській галереї, та приватних колекціях в РФ і за кордоном. Подальша доля засновниці артілі, талановитої художниці-авангардистки Наталії Давидової склалася трагічно. В 1920 році вона разом із сином Кирилом була заарештована в Одесі органами ВНК. Син загинув у в'язниці. В 1921, після звільнення Н. М. Давидова емігрувала до Франції. Працювала вишивальницею в будинку моди «Коко Шанель» в Парижі. Згодом написала книгу «Півроку в ув'язненні. Щоденник 1920—1921» (Берлін, 1923). В 1933 році покінчила життя самогубством. Похована в Ніцці.
В роки радянсько-німецької війни 230 жителів села воювали на фронтах, 125 з них загинули, 104 нагороджені бойовими орденами і медалями. У бою за відвоювання села загинуло 145 радянських воїнів. На братській могилі їм встановлено пам'ятник.
Станом на 1972 рік в селі мешкало 1 228 жителів, працював колгосп «Промінь Ілліча», за яким було закріплено 3 тисячі га сільськогосподарських угідь, у тому числі 2 тисячі га орної землі. Основними напрямами господарства були вирощування зернових культур і цукрових буряків, було розвинуте м'ясо-молочне тваринництво. На той час в селі працювали восьмирічна школа, бібліотека з фондом 8 тисяч книг, дитячі ясла.
У селі споруджено пам'ятник П. І. Чайковському, який відвідував його у 1875—1883 роках.

## Пам'ятки

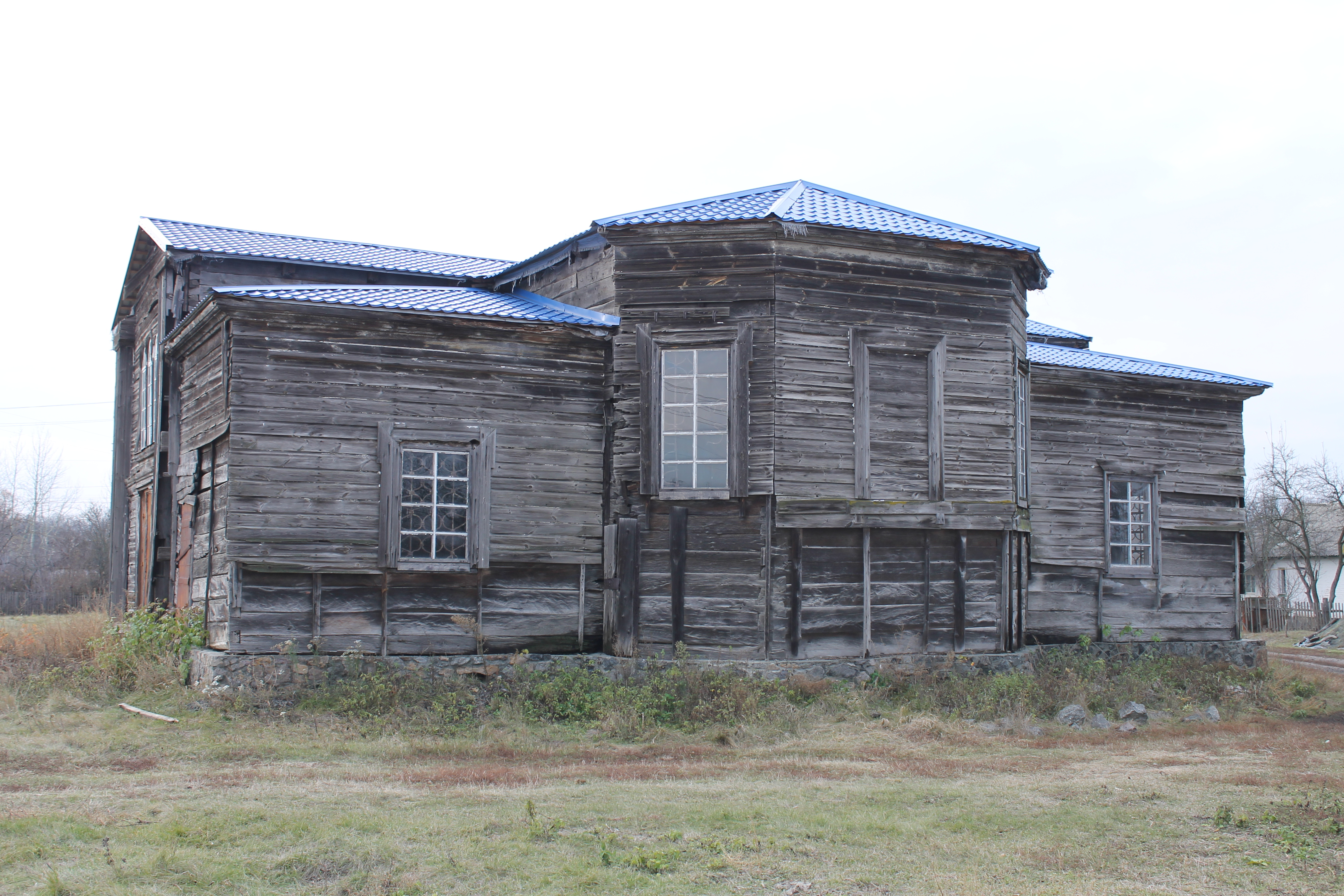
Вид на церкву (листопад 2016)

Церква Різдва Богородиці, дерев'яна, збудована 1768 р.
Тут вінчалися син декабриста В. Л. Давидова Лев Давидов з сестрою П. І. Чайковського Олександрою.
За переказами старожилів с. Вербівка заснована більш 300 років тому в долині р. Сухий Ташлик. Там де проходила дорога з Чигирина на Умань, з'явилися перші поселення. Одним з перших поселенців, за переказом, був якийсь Голобородько.
Пізніше декілька хуторів з'явились по долині річки. Після зруйнування Запорізької Січі, 1791 року з'явився хутір Мовчана Зінька, пізніше хутори Марченка, Бондаренка, Бровка.
З часом величина хуторів збільшувалась і утворилося велике село, якому було дано назву Вербівка. Назва пішла від того, що в кручі, над річкою, коло дороги, яка йшла з Чигирина на Умань і по берегах річки було багато верб.
Територія по берегах річки була покрита суцільним лісом, у якому пізніше був табір гайдамаків.
Цариця Катерина ІІ наділила землі, де було і с. Вербівка, поміщикові німцеві фон-Стааль, а населення села було закріпачено.
Л. Похилевич в книзі «Сказания о населенных местностях Киевской губернии» (Київ 1864 року) писав: «Вербовка, село по обеим сторонам Сухого Ташлыка, в 4-х верстах ниже села Баландино. Земли причислено к имению 2238 дес. Простирающийся к востоку, от села в 4-х верстах лес — называется Тарапун. Есть заводы: винокуренный с 1823 года и сахаропесочный с 1874 года устроенные. Жителей обоего пола 1175. Екатериной Давыдовой село Вербовка отдано в числе других имений ее дочери Софии, по мужу генеральше Бороздиной, коей сын, гвардии поручик, продал село полковнице Елене Стааль. Ныне владеют имением ее два сына, состоящие на военной службе».
1870 році Лев Васильович Давидов за 70 тисяч карбованців купив землю в селі Вербівці для майбутнього маєтку.

## Сучасність
На сьогодні село складається з двох частин — центру і села Калинівка. На території є загальноосвітня школа, дві бібліотеки, дитячий садок, фельдшерсько-акушерський пункт, відділення зв'язку та філія Ощадбанку. Функціонують два сільськогогосподарські підприємства, фермерські господарства.

## Відомі люди

### В селі народились
- Босовський Микола Захарович — доктор сільськогосподарських наук.
- Винник Олег — український співак.
- Ситник Віктор Федорович — професор математичних наук.
- Харченко Василь Якович — кандидат сільськогосподарських наук.

### Ресурси інтернету
- ВЕРБІ́ВКА // ЕСУ
- ДАВИ́ДОВА Наталія Михайлівна // ЕСУ
- who-is-who.com.ua[недоступне посилання з березня 2019]
- haidamac.org.ua
- Леся Гасиджак. Вишивати Малевича: відродження українського авангарду в тканині й нитках